# 平洋镇
平洋镇，是中华人民共和国黑龙江省齐齐哈尔市泰来县下辖的一个乡镇级行政单位。

## 行政区划
平洋镇下辖以下地区：
街道社区、太平村、战斗村、平洋村、永发村、解放村、双山村、东胜村、山头村和新建村。